# Chiesa di San Filippo Neri (Scala)
La chiesa di San Filippo Neri è una chiesa ubicata a Scala, nella frazione di Pontone.

## Storia
La chiesa venne edificata per volere della famiglia De Bonito nel 963, come si leggeva su un'iscrizione nel cornicione della navata, andata perduta: dedicata a san Matteo, i De Bonito ne avevano il patronato e la utilizzarono per seppellire i membri della loro famiglia. Una lastra sepolcrale testimonia che nel 1522 era usata come luogo di sepoltura dalla famiglia dei Sebastiani.
Durante il XVII secolo la chiesa venne dedicata a san Filippo Neri: la scelta fu presa quando la struttura divenne sede dell'omonima confraternita. Nel corso del XVIII secolo fu totalmente restaurata, assumendo il suo aspetto definitivo: altri lavori di ristrutturazione si ebbero nel 1861 e tra il 1980 e il 1982.

## Descrizione
La chiesa si raggiunge tramite un sentiero, i cui gradini sono stati ottenuti mediante colonne di risulta divise in due longitudinalmente. La facciata è caratterizzata da un porticato, che funge anche da atrio, a tre campate con volte a crociera ogivali, in stile gotico: il portico è aperto sui lati longitudinali mediante archi ogivali per permettere il passaggio del sentiero. Il resto della facciata ha quattro lesene e al centro è posto l'unico portale d'ingresso, corrispondente, all'interno, alla navata centrale: questo è sormontato da una lunetta, nella quale probabilmente un tempo era un affresco, andato perduto, sormontato a sua volta da una finestra di piccole dimensioni. Ai lati del portale si notano due tompagnature, utilizzate per murare i due portali, racchiusi in due archi a sesto pieno, ancora visibili.
La chiesa interamente si presenta a pianta longitudinale, suddivisa in tre navate con volte a botte e priva di presbiterio. Le navate sono separate tramite tre archi, i quali poggiano su delle colonne di spoglio, due in granito e due scanalate in marmo pario, risalenti all'epoca romana e con capitello in ordine corinzio. Le navate inoltre terminano ognuna con un'abside a botte lunettata, visibile solo dall'esterno, mentre internamente sono state tompagnate: in corrispondenza di ogni abside è un altare in stile barocco e quello centrale reca al centro un dipinto di San Filippo Neri e la Madonna della Vallicella, copia di quello realizzato da Guido Reni e custodito presso la chiesa Nuova a Roma. Lungo il muro perimetrale si aprono delle nicchie. La pavimentazione è in riggiole bianche e blu a formare motivi geometrici. Nella chiesa sono presenti due statue del XVII secolo, una raffigurante San Filippo Neri, menzionata già nel 1694 durante una visita pastorale di monsignor Luigi Capuano, l'altra, scolpita in un unico pezzo di ulivo, Vergine Maria dell'Immacolata Concezione.
Dalla navata di destra si accede alla sacrestia: originariamente oratorio della confraternita, l'ambiente è a navata unica, con fondo absidato e volta a crociera. Sull'ingresso si conserva un affresco, Calvario, risalente al XIV, con il corpo di Cristo realizzato in rilievo; sono inoltre ospitate due campane del X secolo, rimosse dal campanile per problemi di stabilità. Al di sotto della chiesa è una cripta, utilizzata come ossario.
Il campanile si trova in posizione decentrata rispetto al resto del complesso: è posto su uno sperone roccioso ed è caratterizzato da una muratura con pietre di forma irregolare, senza la divisione in piani; nella parte bassa sono posto delle piccole aperture, mentre nella zona alta sono delle monofore e la copertura è data da una volta a crociera estradossata.